# ギルバート・ゴットフリード
ギルバート・ゴットフリード（Gilbert Gottfried, 1955年2月28日 - 2022年4月12日）は、アメリカ合衆国の声優、俳優、コメディアンである。

## 人物
1991年の第11回ゴールデンラズベリー賞最低助演男優賞にノミネートされた。
アメリカ同時多発テロ事件から3週間後、フリアーズ・クラブで、ヒュー・ヘフナーが飛行機を乗っ取ろうとしたが、乗客・乗員が「まずエンパイア・ステートビルディングで止まらなければならなかった」ため、乗っ取りに失敗した、という内容のジョークを話した。観客からは時期的に早すぎると非難の声が上がり、その直後、彼はそのジョークについて謝罪の言葉を述べ、別の内容のジョークを始めたところ、観客から歓声が上がった。ペン・ジレットとポール・プロヴェンザは、ヒュー・ヘフナーネタを、2005年の映画『The Aristocrats』で引用した。
また、2000年からAflacの米国でのCMでアヒルの声を演じていたが、2011年3月15日、東日本大震災に関するブラックジョークをツイッターに投稿したことが問題となり、翌日、同社のCMを解雇された。
2022年4月12日、筋ジストロフィーに伴う心室頻拍のため死去。67歳没。長年にわたる闘病の末、筋緊張性ジストロフィータイプ2で亡くなった。

## 出演作品

### 劇場版アニメ・OVA
- アラジン（1992年） - イアーゴ
- おやゆび姫 サンベリーナ（1994年） - バークレー・ビートル
- アラジン ジャファーの逆襲（1994年） - イアーゴ
- アラジン完結編 盗賊王の伝説（1996年） - イアーゴ
- ミッキーの悪いやつには負けないぞ!（2002年） - イアーゴ
- DISNEY PRINCESS おとぎの国のプリンセス/夢を信じて（2007年） - イアーゴ

### テレビ
- マペット放送局 - カメオ出演
- マッドTV!

### テレビアニメ
- BEAVIS AND BUTT-HEAD ガス・ベイカー
- レンとスティンピー
- アラジンの大冒険（1995 - 1996） - イアーゴ
- スーパーマン（1997年 - 1998年） - Mr. ミックス
- ヘラクレス（1998年 - 1999年） - クリオン
- ハウス・オブ・マウス（2000年 - 2002年） - イアーゴ
- ビリー&マンディ（2005年） - サンタクロース（ゲスト）
- ファミリー・ガイ（2007年） - ホース（ゲスト）

### ゲーム
- キングダム ハーツ（2002年） - イアーゴ
- キングダム ハーツ チェイン オブ メモリーズ（2004年） - イアーゴ
- キングダム ハーツII（2006年） - イアーゴ

### 実写映画
- ぼくと魔法の言葉たち Life, Animated (2016) 出演
- ファンキー・モンキー FUNKY MONKEY (2004)
- ターゲット/美しき目撃者 TARGET WITNESS (1994)
- プロブレム・チャイルド2 Problem Child 2 (1991)
- プロブレム・チャイルド/うわさの問題児 Problem Child (1990) 出演
- リトル★ダイナマイツ/ベイビー・トークTOO Look Who's Talking Too: (1990) 出演
- フォード・フェアレーンの冒険 The Adventures of Ford Fairlane (1990) 出演
- マネーゲームで大逆転/しゃべった!走った!もうかった! Hot to Trot (1988)
- ビバリーヒルズ・コップ2 Beverly Hills Cop II (1987) 出演
- ドクターストップ/全員感染 Bad Medicine (1985) 出演

### テレビドラマ
- サン・オブ・ザ・ビーチ Son of the Beach (2002)
- V.I.P. (1998 - 2002)